# Южкокс
«Южкокс» — коксохимическое предприятие города Каменское (Днепродзержинск), завод расположен возле станции Запорожье-Каменское (до 2017 года — станция Баглей).

## История
Летом 1935 года в город Каменское (с 1936 по 2016 год Днепродзержинск) прибыла группа инженеров для выбора площадки под строительство коксохимического завода. В 1936 году строительство началось, но затянулось на 17 лет.
В 1941—1943 годах на территории будущего завода немецко-фашистскими оккупантами проводились массовые расстрелы мирного населения Днепродзержинска. В 1947 году строительство продолжилось.
4 августа 1952 года коксовая батарея № 1 выдала первый кокс. Эта дата считается днём рождения Баглейского коксохимического завода (БКХЗ).
В 1950—1969 годы директором завода был Мирян Иван Фёдорович.
В 1976 году была выдана «миллиардная тонна украинского кокса», а в 1978 году предприятию присваивается почетное звание «Предприятие высокого качества продукции» и четырём видам основной заводской продукции был присвоен государственный знак качества.

## Производство
Основные виды продукции:
- доменный кокс
- орешек коксовый
- мелочь коксовая
- каменноугольная смола
- сульфат аммония
- кислота серная

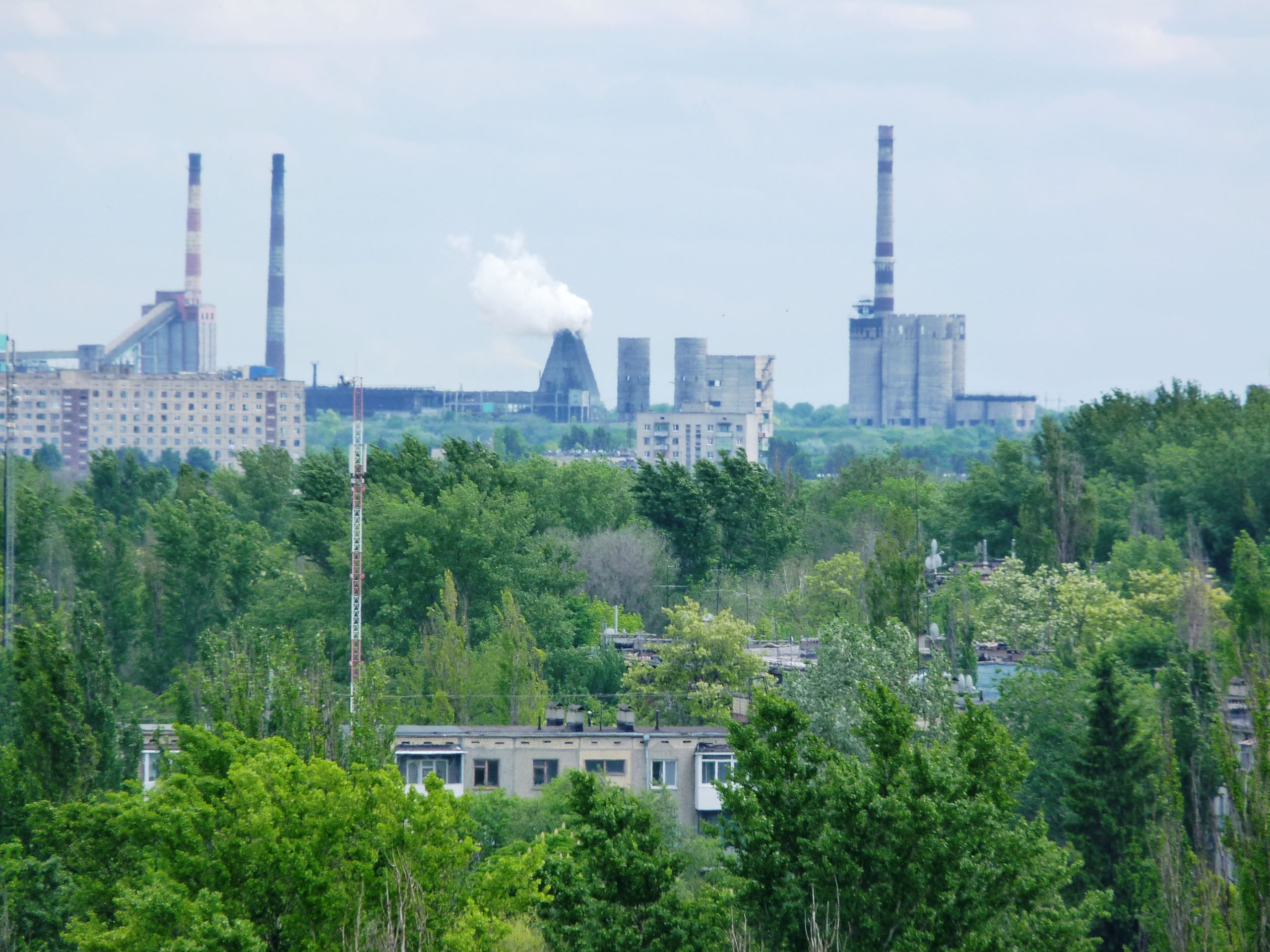
ПАО Евраз Южкокс

- бензол каменноугольный и продукты его ректификации

На данный момент предприятие состоит из четырёх основных цехов: углеподготовительного цеха, коксового цеха (три коксовые батареи), цеха улавливания и цеха МЭАО. Вспомогательные цеха, такие как, железнодорожный, ремонтный, хоз цех, гараж, ВВО (охрана). Клининговые службы — выведены на аутсорсинг (выведены из состава завода).

## Собственники и руководство
В 1995 году предприятие было приватизировано и получило название ОАО «Баглейкокс». Основной пакет акций принадлежал совладельцу группы «Приват» Вадиму Шульману. В конце 2007 года 93,74 % акций завода приобрел холдинг «Евраз». На начало 2018 года «Евразу» принадлежало около 95 % акций коксохима.
В 2018 году приобретена компанией «Метинвест» у «Евраза».